# Messier 46
Messier 46 (também conhecido como M46 ou NGC 2437) é um aglomerado estelar aberto localizado na constelação de Puppis. Foi descoberto por Charles Messier em 1771. Está a cerca de 5 400 anos-luz da Terra e é composto por mais de 500 estrelas, sendo que 150 são de magnitude entre 10 e 13. Sua idade é estimada em 300 milhões de anos.
A nebulosa planetária NGC 2438 está localizada em Messier 43 perto da sua borda do norte, mas provavelmente não há relação física entre eles visto que NGC 2438 possui uma velocidade radial diferente da do aglomerado. Esse caso é um exemplo de coincidência na linha de visão, assim como o caso de NGC 2818.

## Descoberta e visualização
Foi o primeiro objeto do céu profundo descoberto pelo astrônomo francês Charles Messier após a apresentação da primeira versão de seu catálogo à Real Academia de Ciências da França, em 16 de fevereiro de 1771; o aglomerado aberto foi adicionado ao catálogo apenas três dias após a apresentação, juntamente com Messier 47, Messier 48 e Messier 49.

## Características

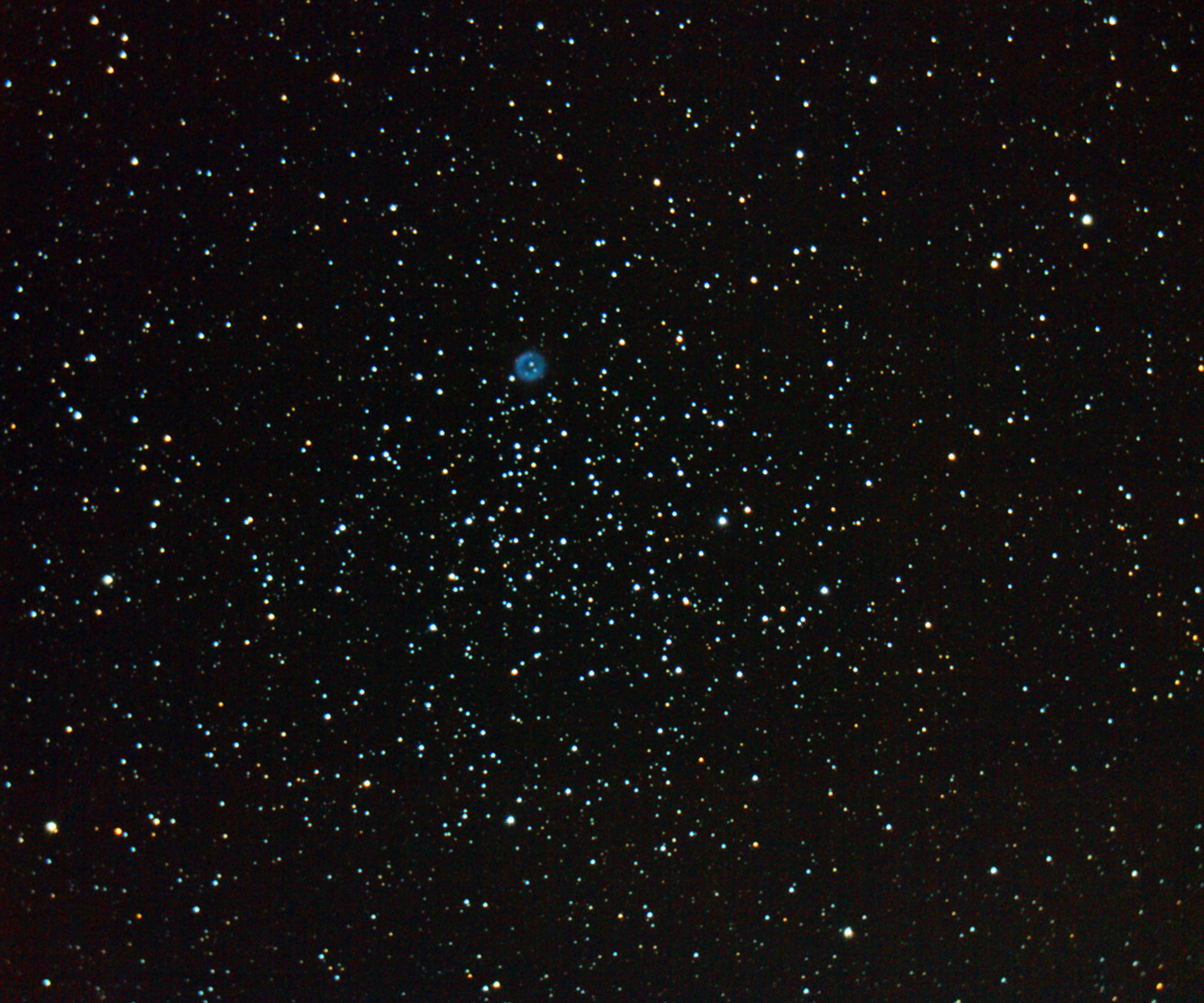
Messier 46, NASA

É um aglomerado aberto muito rico em estrelas, com cerca de 150 estrelas de magnitude aparente 10 a 13 e tendo uma população estelar total de 500 integrantes. A mais brilhante das estrelas do objeto pertence à classe espectral A0, cerca de 100 vezes mais luminosa do que a luminosidade solar, com magnitude aparente 8,7. Tais estrelas indicam que a idade aproximada do aglomerado é cerca de 300 milhões de anos.
Seus membros estão espalhados em uma região da esfera celeste de cerca de 27 minutos de grau, correspondendo a uma extensão linear de 30 anos-luz, considerando a distância do aglomerado em relação à Terra de 5 400 anos-luz. Está se distanciando do Sistema Solar a uma velocidade de 41,4 km/s, segundo Walter Baade, e é um glomerado aberto tipo II,2,r, segundo a classificação de aglomerados abertos de Robert Julius Trumpler, onde a classe I refere-se aos aglomerados mais densos e a classe IV aos menos densos; a classe 1 aos aglomerados com pouca diferença de brilho entre seus componentes e a classe 3 aos que tem grande diferença de brilho; e a classe p aos aglomerados pobres em estrelas, m para aglomerados com a quantidade de estrelas dentro da média e r para os ricos em estrelas. Está se afastando radialmente da Terra a uma velocidade de 77 km/s, 43 km/s a mais do que o aglomerado. Segundo Woldemar Götz, a nebulosa está apenas 2 900 anos-luz da Terra, mais próxima que o aglomerado.